# Luszyca
Luszyca – wieś w Polsce położona w województwie świętokrzyskim, w powiecie staszowskim, w gminie Połaniec.
W latach 1975–1998 miejscowość administracyjnie należała do województwa tarnobrzeskiego.
W latach 1867–1954 w granicach administracyjnych gminy Tursko (natenczas była wioską włościańską z kolonistami niemieckimi); a w granicach obecnej gminy Połaniec dopiero od 1 stycznia 1973 roku po reaktywacji gmin w miejsce gromad.
Wieś zlokalizowana jest przy drodze krajowej nr 79.

## Historia
Wieś wymieniana w Słowniku geograficznym Królestwa Polskiego i innych krajów słowiańskich pod koniec XIX wieku.

LUSZYCA, wieś włościańska, powiat sandomierski, gmina Tursko, parafia Sielec, od Sandomierza wiorst 37; gruntu 258 mórg, 142 mieszkańców, 17 domów. Porównaj Długosz, Liber beneficiorum, II, 450.

Bronisław Chlebowski, Słownik geograficzny Królestwa Polskiego..., t. V.

Luszyca w 1867 roku wchodził w skład gminy Tursko, z urzędem gminy w Strużkach. Sądem okręgowym dla gminy był IV Sąd Okręgowy w Staszowie (tam też była stacya pocztowa). Gmina miała 8 781 mórg rozległości ogółem (w tym 5 083 mórg włościańskich) i 4 613 mieszkańców (w tym 1,4% pochodzenia żydowskiego, tj. 63 żydów). W skład gminy wchodziły jeszcze: Antoszówka, Dąbrowa, Matyaszów, Nakol, Niekrasów, Niekurza, Okrągła, Ossala, Pióry, Rudniki, Szwagrów, Strużki, Sworoń, Trzcianka, Tursko Małe, Tursko Wielkie, Tursko Wola, Zaduska Kępa i Zawada.
Wioska zamieszkała przez osadników niemieckich. W 1884 roku ówczesna siedziba parafii ewangelickiej Jednoty małopolskiej Sielec (administracyjnie w powiecie stopnickim, gminie Oględów; parafii rzymskokatolickiej Koniemłoty), leży niedaleko Staszowa. W momencie likwidacji zboru Sieleckiego jego obowiązki przejmuje parafia Czermin; by w okresie reaktywowanej II Rzeczypospolitej być stałą parafją ewangielicką Jednoty małopolskiej ówczesnej Luszycy, w tym 48 ewangelików, z których 33 uznawało się za kolonistów Niemców.

## Demografia
Współczesna struktura demograficzna wioski Luszyca na podstawie danych z lat 1995-2009 według roczników GUS-u, z prezentacją danych z 2002 roku:

| WYSZCZEGÓLNIENIE | WYSZCZEGÓLNIENIE | WYSZCZEGÓLNIENIE | WYSZCZEGÓLNIENIE | WYSZCZEGÓLNIENIE | J. m.       | POPULACJA MIESZKAŃCÓW (w przedziałach wiekowych w 2002 roku) | POPULACJA MIESZKAŃCÓW (w przedziałach wiekowych w 2002 roku) | POPULACJA MIESZKAŃCÓW (w przedziałach wiekowych w 2002 roku) | POPULACJA MIESZKAŃCÓW (w przedziałach wiekowych w 2002 roku) | POPULACJA MIESZKAŃCÓW (w przedziałach wiekowych w 2002 roku) | POPULACJA MIESZKAŃCÓW (w przedziałach wiekowych w 2002 roku) | POPULACJA MIESZKAŃCÓW (w przedziałach wiekowych w 2002 roku) | POPULACJA MIESZKAŃCÓW (w przedziałach wiekowych w 2002 roku) | POPULACJA MIESZKAŃCÓW (w przedziałach wiekowych w 2002 roku) |
| WYSZCZEGÓLNIENIE | WYSZCZEGÓLNIENIE | WYSZCZEGÓLNIENIE | WYSZCZEGÓLNIENIE | WYSZCZEGÓLNIENIE | J. m.       | OGÓŁEM                                                       | 10-19                                                        | 20-29                                                        | 30-39                                                        | 40-49                                                        | 50-59                                                        | 60-69                                                        | 70-79                                                        | 80+                                                          |
| ---------------- | ---------------- | ---------------- | ---------------- | ---------------- | ----------- | ------------------------------------------------------------ | ------------------------------------------------------------ | ------------------------------------------------------------ | ------------------------------------------------------------ | ------------------------------------------------------------ | ------------------------------------------------------------ | ------------------------------------------------------------ | ------------------------------------------------------------ | ------------------------------------------------------------ |
| I.               | OGÓŁEM           | OGÓŁEM           | OGÓŁEM           | OGÓŁEM           | os.         | 29                                                           | 5                                                            | 2                                                            | 3                                                            | 5                                                            | 6                                                            | 4                                                            | 2                                                            | 2                                                            |
| I.               | –                | odsetek          | odsetek          | odsetek          | %           | 100                                                          | 17,2                                                         | 6,9                                                          | 10,3                                                         | 17,2                                                         | 20,7                                                         | 13,8                                                         | 7                                                            | 6,9                                                          |
| I.               | 1.               | WEDŁUG PŁCI      | WEDŁUG PŁCI      | WEDŁUG PŁCI      | WEDŁUG PŁCI | WEDŁUG PŁCI                                                  | WEDŁUG PŁCI                                                  | WEDŁUG PŁCI                                                  | WEDŁUG PŁCI                                                  | WEDŁUG PŁCI                                                  | WEDŁUG PŁCI                                                  | WEDŁUG PŁCI                                                  | WEDŁUG PŁCI                                                  | WEDŁUG PŁCI                                                  |
| I.               | 1.               | A.               | Mężczyzn         | Mężczyzn         | os.         | 18                                                           | 4                                                            | 2                                                            | 3                                                            | 3                                                            | 4                                                            | 1                                                            | 1                                                            | –                                                            |
| I.               | 1.               | A.               | –                | odsetek          | %           | 62,1                                                         | 13,8                                                         | 6,9                                                          | 10,3                                                         | 10,3                                                         | 13,8                                                         | 3,5                                                          | 3,5                                                          | –                                                            |
| I.               | 1.               | B.               | Kobiet           | Kobiet           | os.         | 11                                                           | 1                                                            | –                                                            | –                                                            | 2                                                            | 2                                                            | 3                                                            | 1                                                            | 2                                                            |
| I.               | 1.               | B.               | –                | odsetek          | %           | 37,9                                                         | 3,4                                                          | –                                                            | –                                                            | 6,9                                                          | 6,9                                                          | 10,3                                                         | 3,5                                                          | 6,9                                                          |

Rysunek 1.1 Piramida populacji – struktura płci i wieku wioski
| I. | OGÓŁEM | OGÓŁEM  | OGÓŁEM            | OGÓŁEM            | OGÓŁEM            | os.     | 29      | 18      | 11      |         |         |         |         |         |         |         |         |         |         |         |
| I. | –      | odsetek | odsetek           | odsetek           | odsetek           | %       | 100     | 62,1    | 37,9    |         |         |         |         |         |         |         |         |         |         |         |
| I. | 1.     | W WIEKU | W WIEKU           | W WIEKU           | W WIEKU           | W WIEKU | W WIEKU | W WIEKU | W WIEKU | W WIEKU | W WIEKU | W WIEKU | W WIEKU | W WIEKU | W WIEKU | W WIEKU | W WIEKU | W WIEKU | W WIEKU | W WIEKU |
| I. | 1.     | A.      | Przedprodukcyjnym | Przedprodukcyjnym | Przedprodukcyjnym | os.     | 3       | 2       | 1       |         |         |         |         |         |         |         |         |         |         |         |
| I. | 1.     | A.      | –                 | odsetek           | odsetek           | %       | 10,3    | 6,9     | 3,4     |         |         |         |         |         |         |         |         |         |         |         |
| I. | 1.     | B.      | Produkcyjnym      | Produkcyjnym      | Produkcyjnym      | os.     | 19      | 15      | 4       |         |         |         |         |         |         |         |         |         |         |         |
| I. | 1.     | B.      | –                 | odsetek           | odsetek           | %       | 65,6    | 51,8    | 13,8    |         |         |         |         |         |         |         |         |         |         |         |
| I. | 1.     | B.      | a.                | mobilnym          | mobilnym          | os.     | 9       | 8       | 1       |         |         |         |         |         |         |         |         |         |         |         |
| I. | 1.     | B.      | a.                | –                 | odsetek           | %       | 31      | 27,6    | 3,4     |         |         |         |         |         |         |         |         |         |         |         |
| I. | 1.     | B.      | b.                | niemobilnym       | niemobilnym       | os.     | 10      | 7       | 3       |         |         |         |         |         |         |         |         |         |         |         |
| I. | 1.     | B.      | b.                | –                 | odsetek           | %       | 34,6    | 24,2    | 10,4    |         |         |         |         |         |         |         |         |         |         |         |
| I. | 1.     | C.      | Poprodukcyjnym    | Poprodukcyjnym    | Poprodukcyjnym    | os.     | 7       | 1       | 6       |         |         |         |         |         |         |         |         |         |         |         |
| I. | 1.     | C.      | –                 | odsetek           | odsetek           | %       | 24,1    | 3,4     | 20,7    |         |         |         |         |         |         |         |         |         |         |         |

## Dawne części wsi – obiekty fizjograficzne
W latach 70. XX wieku przyporządkowano i opracowano spis lokalnych części integralnych dla Luszycy zawarty w tabeli 1.

| Nazwa wsi – miasta  | Nazwy części wsi – miasta | Nazwy obiektów fizjograficznych – charakter obiektu                                   |
| ------------------- | ------------------------- | ------------------------------------------------------------------------------------- |
| I. Gromada POŁANIEC |                           |                                                                                       |
| 1. Luszyca          | 1. Antoszówka             | 1. Antoszówka — pole 2. Kopaliny — łąka, las, bagno 3. Michlowe Krzaki — krzaki, pole |

## Literatura
1. Kaczmarek Leon (red. nauk. zeszytu), Taszycki Witold (red. nauk. wyd.): Urzędowe Nazwy miejscowości i obiektów fizjograficznych. 33. Powiat staszowski województwo kieleckie. Komisja ustalania nazw miejscowości i obiektów fizjograficznych (do użytku służbowego). Z: 33. Warszawa: Urząd Rady Ministrów. Biuro do Spraw Prezydiów Rad Narodowych, 1970. Brak numerów stron w książce